# (1912) Anubis
(1912) Anubis es un asteroide perteneciente al cinturón de asteroides descubierto por Ingrid van Houten-Groeneveld, Cornelis Johannes van Houten y Tom Gehrels desde el observatorio del Monte Palomar, Estados Unidos, el 24 de septiembre de 1960.

## Designación y nombre
Anubis recibió al principio la designación de 6534 P-L.
Más adelante se nombró por Anubis, un dios de la mitología egipcia.

## Características orbitales
Anubis está situado a una distancia media de 2,904 ua del Sol, pudiendo acercarse hasta 2,634 ua y alejarse hasta 3,174 ua. Tiene una inclinación orbital de 3,157° y una excentricidad de 0,09311. Emplea en completar una órbita alrededor del Sol 1808 días.